# Hot Protection
Pour plus de détails, voir Fiche technique et Distribution.
Hot Protection (Witless Protection) est un film américain réalisé par Charles Robert Carner, sorti en 2008.

## Synopsis
Larry Stalder, policier dans une petite ville, rêve de devenir agent du FBI. Il est témoin de l'enlèvement d'une jeune femme, Madeleine, et tente de la sauver. Il s'avèrent en fait que ses « kidnappeurs » sont des agents du FBI travaillant pour le service de protection des témoins. Après cette clarification, ceux-ci font à Larry une lettre de recommandation. Plus tard, Larry découvre que les agents sont corrompus.

## Fiche technique
- Titre : Hot Protection
- Titre original : Witless Protection
- Réalisation : Charles Robert Carner
- Scénario : Charles Robert Carner et Alan C. Blomquist
- Musique : Eric Allaman
- Photographie : Michael Goi
- Montage : Marc Leif
- Production : Alan C. Blomquist et J. P. Williams
- Société de production : Parallel Entertainment
- Société de distribution : Lionsgate (États-Unis)
- Pays :  États-Unis
- Genre : Comédie policière
- Durée : 99 minutes
- Dates de sortie : 
  -  États-Unis : 22 février 2008

## Distribution
- Larry the Cable Guy : Larry Stalder
- Ivana Miličević : Madeleine
- Jenny McCarthy : Conni
- Richard Bull : le shérif Smoot
- J. David Moeller : Elmer
- Will Clinger : Bo
- Omar Dykes : Gu
- Reno Collier : Tater
- Yaphet Kotto : Ricardo Bodi
- Sean Bridgers : Norm
- Gerry Bednob : Omar
- Peter Stormare : Arthur Grimsley
- Jessica Grace Orr : Vibiana
- Kurt Naebig : Mark Bedell
- Eric Roberts : Wilford Duvall
- Joe Mantegna : Dr. Rondog « Doc » Savage
- Gail Rastorfer : Morgana
- Lynnette Gaza : Lillian Grimoire

## Accueil
Le film a reçu un accueil très défavorable de la critique. Il obtient un score moyen de 17 % sur Metacritic.